# دیلرد ۲۲۶۳۱
سیارک ۲۲۶۳۱ (به انگلیسی: 22631 Dillard، نامگذاری:1998KV47) بیست و دو هزار و ششصد و سی و یکمین سیارک کشف شده‌است که در ۲۲ مه ۱۹۹۸ کشف شد.
قدر مطلق سیارک برابر ۱۷.۰ است.